# 象牙凤螺
象牙凤螺（學名：Babylonia areolata），俗稱东风螺、南风螺、海猪螺等，是新腹足目峨螺科鳳螺屬的一种海螺。主要分佈於中国大陆的福建、兩廣海域及台湾，常栖息在浅海与砂泥海底。
日常飲食的東風螺常指本屬的方斑东风螺，但當中不時亦會混雜有泥東風螺、台灣東風螺甚至日本凤螺等其他物種。